# Polydesmus sagittarius
Polydesmus sagittarius är en mångfotingart som beskrevs av Karsch 1881. Polydesmus sagittarius ingår i släktet Polydesmus och familjen plattdubbelfotingar. Inga underarter finns listade i Catalogue of Life.